# Błażejewo (Gołdap)
Błażejewo ist ein Ort in der polnischen Woiwodschaft Ermland-Masuren, der zur Stadt- und Landgemeinde Gołdap (Goldap) im Kreis Gołdap gehört.
Błażejewo liegt im Nordosten der Woiwodschaft Ermland-Masuren, acht Kilometer südlich der Kreisstadt Gołdap. Das Dorf ist über eine Nebenstraße zu erreichen, die über die Seesker Höhe (polnisch: Wzgórza Szeskie) führt und die Stadt Gołdap mit dem südlichen Kreisgebiet verbindet.
Der Ort lässt sich nicht mit einem früheren Ort deutschen Namens in Ostpreußen in Verbindung bringen und dürfte eine nach 1945 erfolgte Neugründung sein.
Kirchlich ist die Bevölkerung nach Gołdap hin orientiert, sowohl zur katholischen Pfarrgemeinde dort im Dekanat Gołdap im Bistum Ełk (Lyck) der Katholischen Kirche in Polen als auch zur evangelischen Kirchengemeinde in der Kreisstadt, die eine Filialgemeinde der Pfarrei Suwałki in der Diözese Masuren der Evangelisch-Augsburgischen Kirche in Polen ist.